# 960-ті
Раннє Середньовіччя •  Епоха вікінгів •  Золота доба ісламу •  Реконкіста

## Події

### Київська Русь
У 961 — 962 відбулася церковна місія Адальберта в Київ на запрошення княгині Ольги й за дорученням короля Східного Франкського королівства Оттона I. Місія завершилася безрезультатно.
З 964 року в Києві почав правити князь Святослав. Упродовж 964—969 років він провів походи проти в'ятичів, волзьких булгар, Хозарського каганату, ясів і касогів на Північному Кавказі. Результатом його походів стало знищення Хозарського каганату.
З 967 року Святослав за намовлянням Візантії розпочав війну проти Болгарії. Його війська завдали важкої поразки болгарам, що змусило царя Петра I зректися трону. Святослав підпорядкував собі спадкоємця Петра Бориса II і разом із болгарами став загрожувати самій Візантії. 970 року русько-болгарські сили вторглися у Фракію і пішли походом на Константинополь.
Ще до походу на Візантію, 968 року, Святославу довелося повернутися з Болгарії в Київ, взятий в облогу печенігами. Оборону міста очолювала мати Святослава княгиня Ольга. Вона померла 969 року.

### Візантія
961 року Візантія відбила Крит у сарацинських піратів, а 965 року вона звільнила Кіпр. Упродовж усього десятиліття візантійці вели успішну кампанію проти арабів у Сирії та Месопотамії. Візантійці також дали відсіч імператору Священної Римської імперії Оттону I, який намагався відбити візантійські володіння на півдні Італії.
963 року помер василевс Роман II Молодший. Імператриця Феофано взяла регентство над його малими дітьми. Вона викликала до Константинопося полководця Никифора Фоку й одружилася з ним. Никифор Фока став новим василевсом. 967 року він відмовився платити данину болгарам і розпочав проти них війну, купивши допомогу київського князя Святослава.
969 року Іоанн Цимісхій убив Никифора Фоку й проголосив себе імператором. Йому довелося відбивати загрозу з боку русько-болгарських військ на чолі з князем Святославом.

### Європа
962 Оттон I був коронований папою Іваном ХІІ на імператора Священної Римської Імперії. Для закріплення своєї влади над Італійським королівством Оттону довелося здійснити три походи на південь від Альп. У Римі на той час точилася боротьба за папську тіару. 964 року Папою обрано Бенедика V на противагу ставленику Оттона Левові VIII. Оттон повернув тіару Левові, але після смерті Папи, його спадкоємця Івана XIII римляни вигнали з міста. Оттону знову довелося втручатися й повернути Івана XIII у Рим. Спроби Оттона відвоювати у візантійців землі на півдні Італії завершилися невдачею.
966 року польський князь Мешко I прийняв християнство. Розпочалася християнізація Польщі.

### Ісламський світ
961 року Кордовський халіфіат очолив Аль-Хакам II.
969 року чергова спроба Фатімідів захопити Єгипет завершилася успіхом. Фатіміди заснували Каїр і перенесли туди свою столицю. Їхні війська просунулися на схід далі й підкорили Палестину, Сирію, взяли під контроль Медину й Мекку.
Газневіди з 961 року вийшли відділилися від Саманідів й заснували на території сучасного Ірану й Афганістану свою державу з тюркськими правителями, але перську за культурою.

### Китай
Династія Сун упродовж десятиліття підпорядковувала собі численні держави, що стали незалежними після падіння династії Тан, відновлюючи велику й могутню імперію.

## Народились
- 967 Болеслав I Хоробрий польський князь і король. Син князя Мешка I.

## Померли
- 969 київська княгиня Ольга, дружина князя Ігоря та мати князя Святослава.